# The Sims: Living Large
The Sims: Living Large (en català Els Sims: Vivint Gran) va ser un dels videojocs més populars de l'any 2000. Era una expansió del popular videojoc The Sims on la feina de l'usuari era la de controlar la vida social d'uns Sims, uns éssers amb intel·ligència artificial.

## Característiques
Com totes les expansions, aquesta inclogué una gran quantitat de novetats de les que se'n llisten les més importants:
- Increment del nombre de barris: va permetre expandir-se als jugadors que ja havien ocupat tots els terrenys del seu barri i no tenien sortida. La capacitat es va multiplicar per 5.
- Nous estils de cara i nous models de vestit.
- Pocs canvis en la construcció: noves rajoles per terra, parets o columnes.
- 125 nous objectes per comprar, entre els quals destaquen:
  - un laboratori químic on es podien fer 8 pocions amb diferents efectes cada una.
  - un làmpada meravellosa amb la qual es podia cridar a un mag i demanar-li un desig encara que no sempre ho aconseguís.
  - un llit en forma de cor vibrador on els Simss'hi podien relacionar.
  - una guitarra elèctrica que permetia pujar alguns punts de creativitat.
  - una bola de cristall que donava consells del joc.
  - un telescopi.
  - un ninot per fer budú.
  - un robot electrònic encarregat de les tasques de la llar.

Molts dels objectes nous pertanyien a les noves temàtiques que incorporava, com la futurista, la xarona, la gòtica, la rústica, etc.
També es van afegir cinc feines més on treballar (gandul, periodista, paranormal, pirata informàtic i músic) i nous personatges.